# Robert Knight (Sänger)
Robert Knight (* 24. April 1945 in Franklin, Tennessee; † 5. November 2017) war ein US-amerikanischer Sänger.

## Karriere
Robert Knight sang zunächst im Kirchenchor und schloss sich dann der Gruppe Paramounts an. Ab 1961 trat er als Solist auf und hatte im selben Jahr seinen ersten Erfolg mit dem Song Free me. Erstmals gelang ihm im Jahr 1967 mit Everlasting Love eine Chartplatzierung, die er 1974 wiederholen konnte.

## Diskografie

### Alben
- 1967: Everlasting Love
- 1971: Love on a Mountain Top
- 1996: Everlasting Love (Kompilation)

### Singles
- 1961: Dance Only with Me
- 1961: Free Me
- 1967: Everlasting Love
- 1967: Blessed Are the Lonely
- 1968: The Power of Love
- 1968: My Rainbow Valley
- 1968: Isn’t It Lonely Together
- 1969: Smokey
- 1970: I Only Have Eyes for You
- 1973: Love on a Mountain Top
- 1974: Everlasting Love
- 1974: Better Get Ready for Love
- 1974: The Outsider
- 1975: I’m Coming Home to You
- 1976: Second Chance